# Вонжик (герб)
Вонж (пол. Wąż, Anguis, Serpens, Wężyk, Ужик) — гласный польский дворянский герб.

## Описание

Другой вариант Венжика или Вонжика.

В поле червлёном извивающийся уж, головою обращенный вверх. Начало этого герба относят к 1306 г. и объясняют его название именем того, кому он был впервые пожалован. Это знамя допускает некоторые видоизменения, а именно: змей бывает иногда с короною на голове, яблоком во рту и с хвостом, до того искривленным, что образует цифру 8. В других гербах тот же коронованный змей держит во рту шар с крестом, в иных он глотает ребенка, и, наконец, есть гербы, в которых два ужа с высунутыми жалами стоят один против другого и, соприкасаясь хвостами, смотрят друга на друга.

## История
Старейшее упоминание герба Вонжик относится к 1389 году. Однако, в те времена он чаще упоминался как Zachorza или Zatorz.

## Герб используют
Амброжевичи (Ambrozewicz, Ambroziewicz), Амброжкевичи (Ambrozkiewicz), Бабашовские (Babaszowski), Бенькунские, Богведские (Bogwiedzki), Бомблевичи (Bomblewicz), Борек (Borek), Бржостовичи (Brzostowicz), Халембек (Chalembek), Цихоцкие (Cichocki), Цихонские (Cichonski), Циховские (Cichowski), Цехомские (Cichomski, Ciechomski), Цимоховские (Cimochowski), Чеховицкие (Czechowicki), Длотовские (Dlotowski), Добржанковские (Dobrzankowski), Фуровичи (Furowicz), Фурс (Furs), Фурсевичи (Fursewicz), Гардзинские (Gardzinski), Гурские (Gorski), Грозовские (Grozowski), Ясенские (Jasienski), Кочальские (Koczalski), Кочельские (Koczelski), Корач (Koracz), Костровицкие (Kostrowicki), Костровские (Kostrowski), Кошарские (Koszarski), Котушовские (Kotuszowski), Ковачи (Kowacz), Койчан (Koyczan), Козанецкие (Kozanecki), Козарские (Kozarski), Кучковские (Kuczkowski), Куровские (Kurowski), Кузарские (Kuzarski), Лойко (Loyko), Манера (Magiera), Малдржицкие (Maldrzycki), Малдржики (Maldrzyk), Мочульские, Недыхи (Niedych), Одольские (Odolski), Орынские (Orynski), Осинские (Osinski), Ожеговские (Ozegowski), Пясецкие (Piasecki), Писецкие (Pisecki), Подолецкие (Podolecki), Подолинские (Podolinski), Пояловские (Pojalowski), Полаевские (Polajowski), Райские (Rajski), Рудские (Rudzki, Rudzki na Rudkach, Rudzki Wezyk z Wielkiej Rudy), Ржешовские (Rzeszowski), Седлецкие (Siedlecki), Седлевские (Siedlewski), Семля (Siemla), Скржинские (Skrzynski), Сыктовские (Syktowski), Шалеские (Szaleski), Шамошевские (Szamoszewski), Шемеши (Шемиоши, Szemiosz), Шкутецкие (Szkutecki), Вонжи (Waz), Венжовские (Wezowski), Венжики (Wezyk, Wezyk Widawski), Вяльбут, Видавские (Widawski), Велявские (Wielawski), Змигродсмкие (Zmigrodzki).
Вонж изм.
Ясенские (Jasienski), Лойко (Loyko), Осинские (Osinski), Подолецкие (Podolecki), Вонжи (Waz), Венжики (Wezyk), Видавские (Widawski).
Ванчик (Венжик, Вонж, Wanczyk, Wezyk)
Койчаны Суковичи (Koyczan Sukowicz), Рутские (Rutski).
Вонж Мойжеша (Waz Mojzesza)
Гарлежинские (Garlezynski).
Венжик (Вонж, Wezyk, Waszykowye)
Длотовские (Dlotowski), Грозовские (Grozowski), Койчан (Koyczan), Козарские (Kozarski), Кучковские (Kuczkowski), Куровские (Kurowski), Орынские (Orynski), Подолецкие (Podolecki), Рудские (Rudzki), Шемиоши (Szemiosz), Видавские (Widawski).
Венжик изм.
Борек (Borek). 